# Ходжа-Мумін
Ходжа́-Мумі́н (тадж. Хоҷа Мӯъмин) — село у складі Хатлонської області Таджикистану. Входить до складу Туґарацького джамоату Восейського району.
Село розташоване біля східного підніжжя гори Ходжамумін (висота 1334,2 м).
Назва села означає святий віруючий. Колишня назва — Кайрагоч, Карагач-2, сучасна назва — з 4 жовтня 2011 року.
Населення — 905 осіб (2010; 896 в 2009).
Через село проходять автошлях Восе-Маскав.